# اوغوزنامه
اوغوزنامه نام چندین کتاب تاریخی درباره افسانه‌های اقوام ترک است. این واژه ترکیبی است که در آن اوغوز به اوغوزخان، پادشاه افسانه‌ای ترک‌ها اشاره دارد و نامه به معنای داستان یا کتاب است. بر پایه دایره المعارف اسلامی، شمار اوغوزنامه‌ها ممکن است به ۳۰ مورد برسد. کتاب دده قورقود و سلجوق نامه از این جمله اند.

## جامع التواریخ
یکی از مهمترین اغوزنامه‌ها، جامع التواریخ رشیدالدین همدانی است. به گفته اومیت حسن، افسانه‌ها را می‌توان در پنج بخش طبقه بندی کرد:
- اوغوز خاقان
- یبغو قوم اوغوز
- کارا خاقان و بوگرا خاگان
- شاه مالک و سلجوقیان
- برخی از خانواده‌های ترک

## منبع
1. ↑  "OĞUZNÂME - TDV İslâm Ansiklopedisi". islamansiklopedisi.org.tr (به انگلیسی). Retrieved 2019-11-16.
2. ↑  Ümit Hssan. Türkiye tarihi cilt 1. p. 332. شابک ‎۹۷۵−۴۰۶−۵۶۳-−۲.